# トモエ学園
トモエ学園（トモエがくえん）は、かつて東京都目黒区自由ヶ丘（現在の自由が丘）に存在した私立幼稚園・小学校（旧制）。
リトミック教育を日本で初めて実践的に取り入れた学校として知られる。また同学園出身の黒柳徹子が著したベストセラー『窓ぎわのトットちゃん』によって、一躍その名が全国に知れ渡った。

## 沿革
- 1928年（昭和3年）- 手塚岸衛が「自由教育」を唱道し、東京府荏原郡碑衾町大字衾に、中学校（旧制）、小学校、幼稚園からなる自由ヶ丘学園を創設[2][3]。
- 1931年（昭和6年）4月8日 - 文部省より自由ヶ丘学園中学校の認可が下りる[4]
- 1936年（昭和11年）- 手塚が死去。学園は経営難に陥り、中学校部門は藤田喜作に引き継がれ、現在の自由ヶ丘学園高等学校となる[3]。
- 1937年（昭和12年）- 成蹊小学校などで教鞭を執った小林宗作が、小学校と幼稚園を引き受ける形でトモエ学園を創設。「リトミックによる創造教育」を実践した[1]。
- 1944年（昭和19年）- 太平洋戦争激化により、児童の多くが疎開する。
- 1945年（昭和20年）- 東京大空襲により校舎が焼失[1]。のちに幼稚園のみ再建。
- 1946年（昭和21年）- 小学校が廃校となり、幼稚園のみで存続[5]。
- 1963年（昭和38年）- 小林の死去に伴い幼稚園を閉園、以後休校とする。
- 1964年（昭和39年） - 事実上廃園となる[2]
- 1978年（昭和53年）- トモエ幼稚園の廃園届が認可される[3]。

## 備考
- 自由が丘の地名と駅名は、自由ヶ丘学園の名称に由来する。
- 跡地は「ピーコックストア自由が丘店」となっていた[1]。2000年代に入りイオン傘下に入った同店は、建て替えに伴い、2021年5月末に閉店した[6]。その後はイオングループの商業施設「JIYUGAOKA de aone」（自由が丘 デュ アオーネ）が建設され、2023年10月20日に開業した[7][8][9]。
- 1988年（昭和63年）、有志により、跡地に以下の記念碑が建立された[1]。この碑は商業施設「JIYUGAOKA de aone」のオープンに伴ってリニューアルされ、2023年11月24日に除幕式が行われた[9]。

- 在籍児童の保護者に東京横浜電鉄の重役がいた関係から、廃車となった電車を譲り受け、教室として使用していた時期がある。このころに黒柳徹子が転入しており、『窓ぎわのトットちゃん』では、電車を教室として使用していたことが印象的に描かれている[1]。
- 2017年発表の福山雅治の楽曲『トモエ学園』は、同年10月3日からテレビ朝日系列の『帯ドラマ劇場・トットちゃん!』の主題歌[10]。
- 2024年7月6日にNHK総合テレビジョン「新プロジェクトX〜挑戦者たち〜」で「トットちゃんの学校〜戦時下に貫いた教育の夢〜」を取り上げた[11]。

## 著名な出身者
- 黒柳徹子（タレント、女優）
- 津島恵子（女優）
- 池内淳子（女優）
- 山内泰二（物理学者・研究者）